# Pat McGuigan
Pat McGuigan (* 10. Februar 1935 in Clones als Patrick McGuigan; † 27. Juni 1987) war ein irischer Schlagersänger.

## Leben und Wirken
Er wurde in den 1960er-Jahren in Irland als Sänger der Showbands The Victors und danach The Skyrockets bekannt.
Unter dem Namen Pat McGeegan vertrat er sein Land 1968 beim Eurovision Song Contest in London. Mit dem Lied Chance of a Lifetime erreichte er den vierten Platz. In den irischen Charts stieg der Titel direkt auf Platz 1.
McGuigan folgte seinem Sohn, dem Boxer Barry McGuigan in die USA und erlangte dort Bekanntheit, da er häufig Boxkämpfe seines Sohnes mit dem Lied Danny Boy eröffnete.
Pat McGuigan starb 1987 nach schwerer Krankheit mit 52 Jahren.